# Tylomys nudicaudus
Tylomys nudicaudus is een zoogdier uit de familie van de Cricetidae. De wetenschappelijke naam van de soort werd voor het eerst geldig gepubliceerd door Peters in 1866.